# Junkernhees
Junkernhees ist ein Stadtteil von Kreuztal im nordrhein-westfälischen Kreis Siegen-Wittgenstein.
Er ist in das Tal des Heesbachs eingebettet und von Wäldern umgeben. Die ca. 70 Häuser sind auf eine recht große Fläche verteilt und werden von der Landesstraße L 712 durchzogen. Richtung Norden grenzt Junkernhees an Osthelden. Im Westen liegen die Stadtteile Mittelhees und Oberhees. Im Osten folgt erst Fellinghausen und dann Kreuztal.
Am Ortsausgang Richtung Mittelhees steht ein altes Kulturdenkmal, das Schloss Junkernhees.
Der Name Hees kommt von den Heesern, die sich vor knapp 700 Jahren dort niedergelassen haben. Junkernhees wurde im Jahr 1294 erstmals urkundlich erwähnt.
Bis zur kommunalen Neugliederung in Nordrhein-Westfalen am 1. Januar 1969 war Junkernhees ein Ortsteil der damaligen Gemeinde Osthelden.

## Wappen
Junkernhees besitzt kein eigenes Wappen, da es bereits in der Vergangenheit stets zur Gemeinde Osthelden gehörte.

## Umspannwerk Jukernhees
Amprion plante gegenüber des Schlosses ein Umspannwerk von 380 kV auf 220 kV. Grund dafür ist, dass unweit zwischen Fellinghausen und Junkernhees die 220-kV-Leitung Richtung Geisweid Setzer Wiese von der umzubauenden 380-kV-Trasse abzweigt. Im Juni 2024 stoppte das Leipziger Verwaltungsgericht auf Klage einer Bürgerinitiative den Standort. Das Gericht sprach sich gegen den Standort, jedoch nicht gegen den Bau aus. Nun muss ein neuer Standort für das Umspannwerk in Kreuztal gefunden werden.
An der 220-kV-Leitung von Kreuztal Richtung Netphen hängt auch das Umspannwerk Setzer Wiese (220 kV zu 110 kV und 10 kV).
Am 110-kV-Netz hängt beispielhaft ein Umspannwerk  Kreuztal (110 kV zu 10 kV).
Am 10-kV-Netz hängen örtliche Transformatoren auf 230 V und 400 V, welche dann zu den Haushalten und Gewerbe verteilt werden.